# Roman Załuski (spiskowiec)
Roman d’Archott de Rivière Załuski (ur. 1 marca 1793 w Krakowie, zm. 1 kwietnia 1865 w Krzeszowicach) – polski hrabia, oficer wojsk polskich, kawaler krzyża Virtuti Militari, dyplomata, urzędnik Królestwa Polskiego, członek Towarzystwa Patriotycznego i Towarzystwa Historyczno-Literackiego; wolnomularz, działacz emigracyjny.

## Życiorys
Urodził się jako syn hrabiego Jana-Kantego d’Archott de Rivière Załuskiego, prezesa Sądu Apelacyjnego Królestwa Polskiego, i Tekli Wielopolskiej.
Do wojska wstąpił w roku 1811. Odbył kampanię rosyjską i saską, podczas której dostał się do niewoli pruskiej. W dobie Królestwa Polskiego służył kolejno jako adiutant wielkiego księcia Konstantego (1816-1818), następnie w służbie cywilnej jako referendarz Rady Stanu (od 1818). Był członkiem loży wolnomularskiej „Bouclier du Nord”, a także założonej w roku 1816 loży „Kazimierz Wielki”. W roku 1823 wstąpił do Towarzystwa Patriotycznego, jednak aktywność Załuskiego w tej organizacji była niewielka. 
Niedługo przed aresztowaniem Roman Załuski wsparł znajdującego się w trudnej sytuacji materialnej polskiego poetę romantycznego, Antoniego Malczewskiego, starając się skutecznie o jego zatrudnienie w biurach komisji rządowej spraw wewnętrznych Królestwa Polskiego.
W marcu 1826 roku Załuski został aresztowany (w pałacu Krasińskich) w śledztwie dotyczącym kontaktów Towarzystwa Patriotycznego z dekabrystami. Aresztu dokonał osobiście wiceprezydent Warszawy Mateusz Lubowidzki w asyście policji. W roku 1828 został uniewinniony przed Sądem Sejmowym z zarzutu „styczności” ze zbrodnią stanu. Na 37 głosujących, jedynie Feliks Czarniecki uznał winę Załuskiego. Mury więzienia karmelickiego hrabia mógł opuścić jednak dopiero po zatwierdzeniu wyroku przez cara Mikołaja I i odczytaniu go na ostatniej sesji Sądu Sejmowego, co nastąpiło w dniu 16 marca 1829 roku.

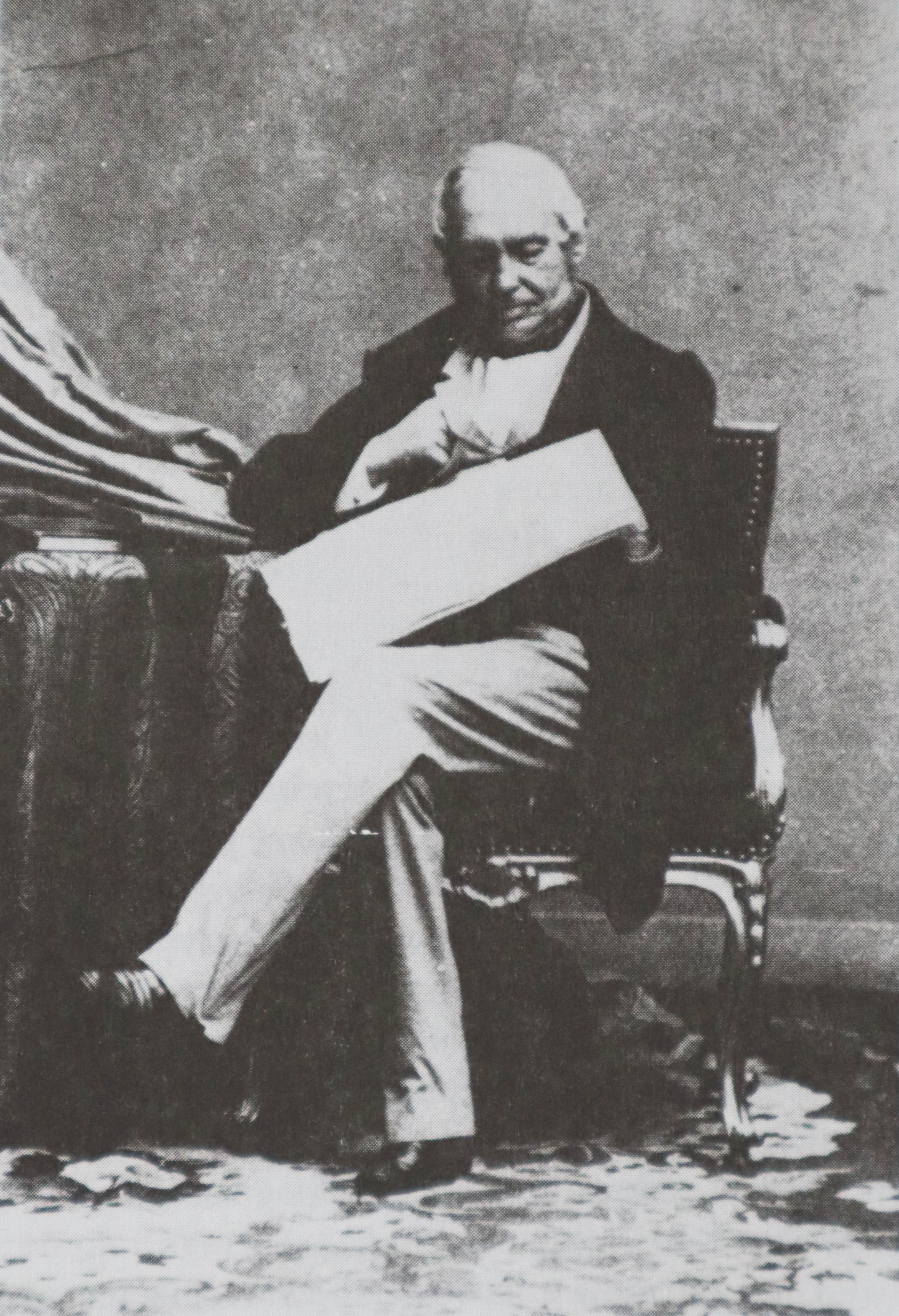
Roman Załuski wg współczesnej fotografii.

W okresie powstania listopadowego początkowo pełnił funkcję sekretarza gen. Józefa Chłopickiego, a po upadku dyktatury przez krótki okres funkcję dyrektora jednego z wydziałów Banku Polskiego. Następnie odbył misję dyplomatyczną (1831) jako delegat Rządu Narodowego do Szwecji (pod przybranym nazwiskiem Wolmers), Belgii, Francji i Wielkiej Brytanii. Misję Załuskiego do Belgii usiłował dezawuować publicznie hr. Adam Gurowski. Tropili go także agenci rosyjscy. Po upadku powstania Załuski pozostawał za granicą do roku 1842, a jego majątek w Polsce uległ konfiskacie. Król Leopold I proponował hrabiemu obywatelstwo belgijskie i stanowisko w służbie rządu belgijskiego, którego ten jednak nie przyjął.

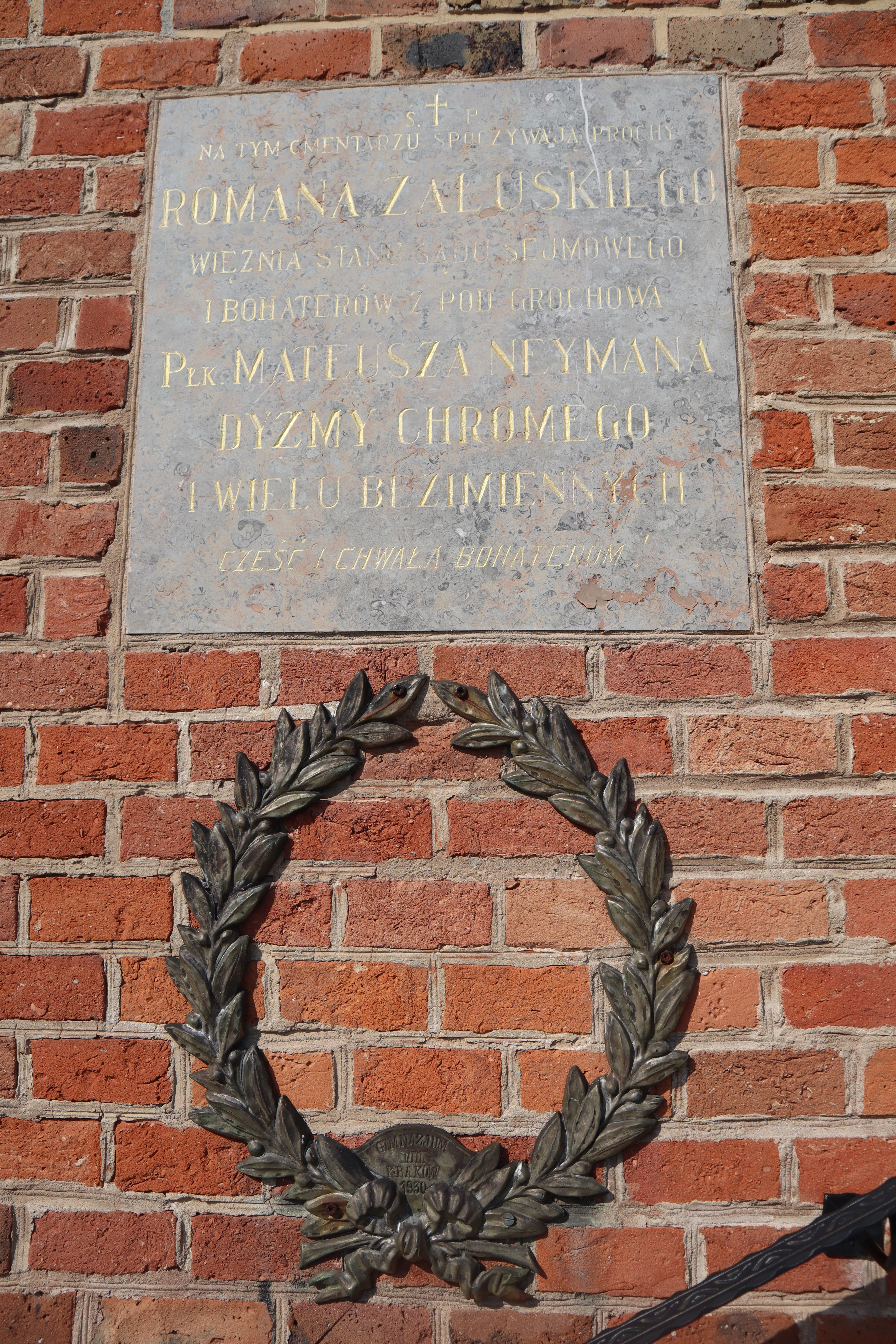
Tablica na ścianie mauzoleum Chłopickiego w Krzeszowicach - upamiętnia Romana Załuskiego i powstańców listopadowych pochowanych na krzeszowickim cmentarzu parafialnym.

Na emigracji zawarł bliską znajomość z Adamem Mickiewiczem, Zygmuntem Krasińskim i Juliuszem Słowackim. Wiosną 1839 roku zgłosił (z pozytywnym rezultatem) kandydaturę Juliusza Słowackiego na członka Towarzystwa Historyczno-Literackiego w Paryżu.
Pracował m.in. jako agent księcia Adama Jerzego Czartoryskiego w Szwajcarii, skąd informował obóz Hotelu Lambert m.in. o planach rewolucjonistów włoskich.
Po powrocie do kraju przebywał głównie w Krakowie i Wielkim Księstwie Poznańskim. Pośredniczył m.in. w rozmowach z hr. Edwardem Raczyńskim w sprawie poznańskiego wydania poezji Józefa Bohdana Zaleskiego.
Pod koniec życia zamieszkiwał w pałacu Potockich w Krzeszowicach. Tam też zmarł w dniu 1 kwietnia 1865 roku, przeżywszy 72 lata. Został pochowany w dniu 4 IV 1865 r. na cmentarzu w Krzeszowicach, nieopodal mauzoleum gen. Józefa Chłopickiego (zgodnie z ostatnim życzeniem Załuskiego), co upamiętnia tablica na ścianie kaplicy.
Życie prywatne
Miał czworo rodzeństwa, w tym starszego brata, Adama Załuskiego, który zginął w roku 1812 podczas wyprawy moskiewskiej.
W roku 1822 poślubił Amelię Bronikowską, młodzieńczą miłość Zygmunta Krasińskiego (i pochowaną obok wieszcza w Opinogórze) i wychowankę hr. Wincentego Krasińskiego, daleką krewną Ksawerego Bronikowskiego – jednak małżeństwo to nie należało do udanych (w późniejszych latach małżonkowie żyli w separacji). Roman i Amelia Załuscy nie mieli dzieci. Według Mariana Brandysa przyczyną rozpadu związku mogła być domniemana orientacja homoseksualna Załuskiego.